# Orthoux-Sérignac-Quilhan
Orthoux-Sérignac-Quilhan är en kommun i departementet Gard i regionen Occitanien i södra Frankrike. Kommunen ligger i kantonen Quissac som tillhör arrondissementet Le Vigan. År 2022 hade Orthoux-Sérignac-Quilhan 439 invånare.

## Befolkningsutveckling
Antalet invånare i kommunen Orthoux-Sérignac-Quilhan
Referens:INSEE